# Боровский (Нижегородская область)
 Боровский  — кордон в Краснобаковском районе Нижегородской области. Входит в состав Чащихинского сельсовета.

## География
Находится в северо-восточной части Нижегородской области к востоку от реки Ветлуги  на расстоянии приблизительно 3 километров по прямой на северо-восток от посёлка Красные Баки, административного центра района у автомобильной дороги Нижний Новгород-Шахунья.

## Население
Постоянное население не было учтено как в 2002 году, так и в 2010.